# Edin Mujčin
Edin Mujčin, bosansko-hercegovski nogometaš, * 14. januar 1970.
Za bosansko-hercegovsko reprezentanco je odigral 24 uradnih tekem in dosegel en gol.